# Lac Ocoee
Le lac Ocoee (en anglais : Lake Ocoee) ou lac Parksville (en anglais : Parksville Lake) est un lac de barrage américain dans le comté de Polk, dans le Tennessee. Formé par le barrage Ocoee n°1, il est situé à 255 mètres d'altitude au sein de la forêt nationale de Cherokee.